# Borure
Un borure est un composé chimique du bore avec un deuxième élément chimique d'électronégativité plus faible. Les borures ont généralement une température de fusion élevée et ne présentent pas de caractère ionique[réf. nécessaire].
La plupart des borures sont des composés avec des métaux et plusieurs font partie des céramiques non-oxydes. L'ajout de bore aux éléments métalliques permet souvent d'améliorer grandement leurs conductivités électrique et thermique, comme pour le titane et le zirconium.
L'hémiborure de fer Fe2B et le borure de fer et néodyme Nd2Fe14B sont ferromagnétiques (température de Curie : 1 015 et 585 K, respectivement).

## Gammes de composés
Les borures peuvent être classés vaguement comme riches en bore ou riches en métaux, avec par exemple le composé YB66 à une extrémité jusqu’à Nd2Fe14B à l’autre. La définition généralement acceptée est que si le rapport entre les atomes de bore et les atomes métalliques est de 4:1 ou plus, le composé est riche en bore ; s’il est inférieur, alors il est riche en métaux.

### Borures riches en bore (B:M 4:1 ou plus)
Le groupe principal, comprenant les métaux, les lanthanides et les actinides, forme une grande variété de borures riches en bore, avec des rapports métal/bore allant jusqu’à YB66.
Les propriétés de ce groupe varient d’un composé à l’autre et comprennent des exemples de composés semi-conducteurs, supraconducteurs, diamagnétiques, paramagnétiques, ferromagnétiques ou antiferromagnétiques. Ils sont pour la plupart stables et réfractaires.
Certains dodécaborures métalliques contiennent des icosaèdres de bore, d’autres (par exemple l’yttrium, le zirconium et l’uranium) ont les atomes de bore disposés en cuboctaèdres.
LaB6 est un composé réfractaire inerte, utilisé dans les cathodes chaudes en raison de sa faible travail de sortie qui lui confère un taux élevé d’émission thermoïonique d’électrons ; les cristaux YB66, fabriqués par une méthode de zone fondue à chauffage indirect, sont utilisés comme monochromateurs pour les rayons X synchrotron de basse énergie.

### Borures riches en métaux (B:M inférieur à 4:1)
Les métaux de transition ont tendance à former des borures riches en métaux. Les borures riches en métaux, en tant que groupe, sont inertes et ont une température de fusion élevée. Certains sont faciles à former, ce qui explique leur utilisation dans la fabrication d'aubes de turbine, de tuyères de fusées, etc. Parmi les exemples, citons AlB2 et TiB2. Des recherches récentes sur cette classe de borures ont révélé une multitude de propriétés intéressantes telles que la supraconductivité à 39 K de MgB2 et l’ultra-incompressibilité d’OsB2 et de ReB2. Le VB2 s’est avéré prometteur en tant que matériau potentiel avec une capacité énergétique supérieure à celle du lithium pour les batteries.

## Structure des borures
Les borures riches en bore contiennent des réseaux tridimensionnels d'atomes de bore qui peuvent comprendre des polyèdres de bore.
Les borures riches en métal contiennent des atomes de bore isolés, des unités B2, des chaînes d'atomes de bore ou des feuillets/couches d'atomes de bore.
Des exemples des différents types de borures sont :
- atomes de bore isolés, exemple Mn4B
- unités B2, exemple V3B
- chaînes d'atomes de bore, exemple FeB
- feuillets ou couches d'atomes de bore, exemple CrB2
- réseaux tridimensionnels de bore qui comprennent des polyèdres de bore, exemple NaB15 contenant des icosaèdres de bore